# Ye Bei Hua
Ye Bei Hua (2 de fevereiro de 1907 – 5 de dezembro de 1987) foi um futebolista chinês que participou dos Jogos Olímpicos de Verão de 1936, em Berlim, na primeira vez em que a Seleção Chinesa de Futebol participou do torneio de futebol dos Jogos Olímpicos.